# Nicolas Parent
Pour les articles homonymes, voir Parent.
Nicolas Parent, né le 21 mars 1817 à Sallanches (duché de Savoie) et mort le 18 avril 1890 à Chambéry (Savoie), est un avocat, journaliste et homme politique républicain français.

## Biographie

### Origines et formation
Nicolas-Eugène Parent naît le 21 mars 1817 à Sallanches, dans le duché de Savoie, l'un des états du royaume de Sardaigne. Il est le fils d'Eugène-Joseph Parent (ca.1790-1858), ancien député de la Savoie, pour le collège de Pont-de-Beauvoisin.
Docteur en droit en 1841, il entre au barreau de Chambéry en 1844.

### Publiciste
Il fonde Le Patriote Savoisien Journal politique, industriel, commercial, agricole et littéraire d'opposition, le 15 juin 1848 qui parait jusqu'en 1852. Il est suspendu en raison de poursuites judiciaires. Il réapparaît discrètement sous le titre Nouveau patriote savoisien, puis sous une nouvelle version La Patriote Savoisien et des Alpes le 25 décembre 1869. Ce journal libéral et anticlérical est partisan de l'annexion de la Savoie à la France. Il édite aussi le Paysan d'Albertville

### Carrière politique
À la suite de la chute du Second Empire, il est élu député français de la circonscription de Chambéry en 1871, à nouveau en 1876 et en 1877 jusqu'en 1880. En mai 1877, il est l'un des 363 opposants au ministère de Broglie. Il devient ensuite sénateur de 1880, puis réélu en 1882 et jusqu'en 1889. 
Il est membre du conseil général de la Savoie et en devient le président de 1881 à 1890.
Il meurt le 18 avril 1890, à Chambéry.